# Julio Chávez Cabello
Julio Chávez Cabello fue un político peruano. Fue prefecto de Lima y Ministro de Gobierno y Policía (1932-1933).

## Biografía
Era prefecto de Lima durante el gobierno constitucional de Luis Sánchez Cerro, cuando se ordenó el arresto de los diputados apristas, de acuerdo  a la Ley de Emergencia aprobada en enero de 1932. Trece diputados, entre ellos Luis Alberto Sánchez y Carlos Manuel Cox permanecieron desafiantes dentro del recinto parlamentario. Camiones con ametralladoras cercaron las esquinas del local bajo las órdenes directas del ministro de Gobierno Luis A. Flores. El prefecto Julio Chávez Cabello allanó el local del Congreso y sacó a los diputados, a quienes apresó.
En mayo de 1932 Sánchez Cerro formó un nuevo gabinete ministerial bajo la jefatura de Ricardo Rivadeneira Barnuevo, en la que Chávez ocupó el ministerio de Gobierno y Policía.
En julio de 1932, Chávez pidió que fueran desaforados los congresistas Carlos Doig, Reynaldo Saavedra y Ernesto Merino, a quienes acusaba de tener relaciones con los rebeldes apristas sublevados en Trujillo. El Congreso atendió su pedido.
Chávez seguía siendo ministro de Gobierno, cuando ocurrió el asesinato del presidente Sánchez Cerro, el 30 de abril de 1933. Se mantuvo en dicho portafolio, al iniciarse el segundo gobierno de Óscar R. Benavides, hasta el 26 de junio de 1933, cuando el gabinete en pleno renunció, dando paso a otro gabinete presidido por Jorge Prado Ugarteche.